# 拉佩拉
拉佩拉，是西班牙加泰罗尼亚赫罗纳省的一个市镇。总面积12平方公里，总人口467人（2014年），人口密度41人/平方公里。